# Ål
Ål là một đô thị ở hạt Buskerud, Na Uy.
Giáo khu Aal được lập làm đô thị ngày 1 tháng 1 năm 1838 (xem formannskapsdistrikt). Hol đã được tách khỏi Ål năm 1877.
Dạng tiếng Na Uy Cổ của tên gọi là Áll. Cho đến năm 1921, tên này vẫn được viết là "Aal".
Huy hiệu được áp dụng năm 1984. 

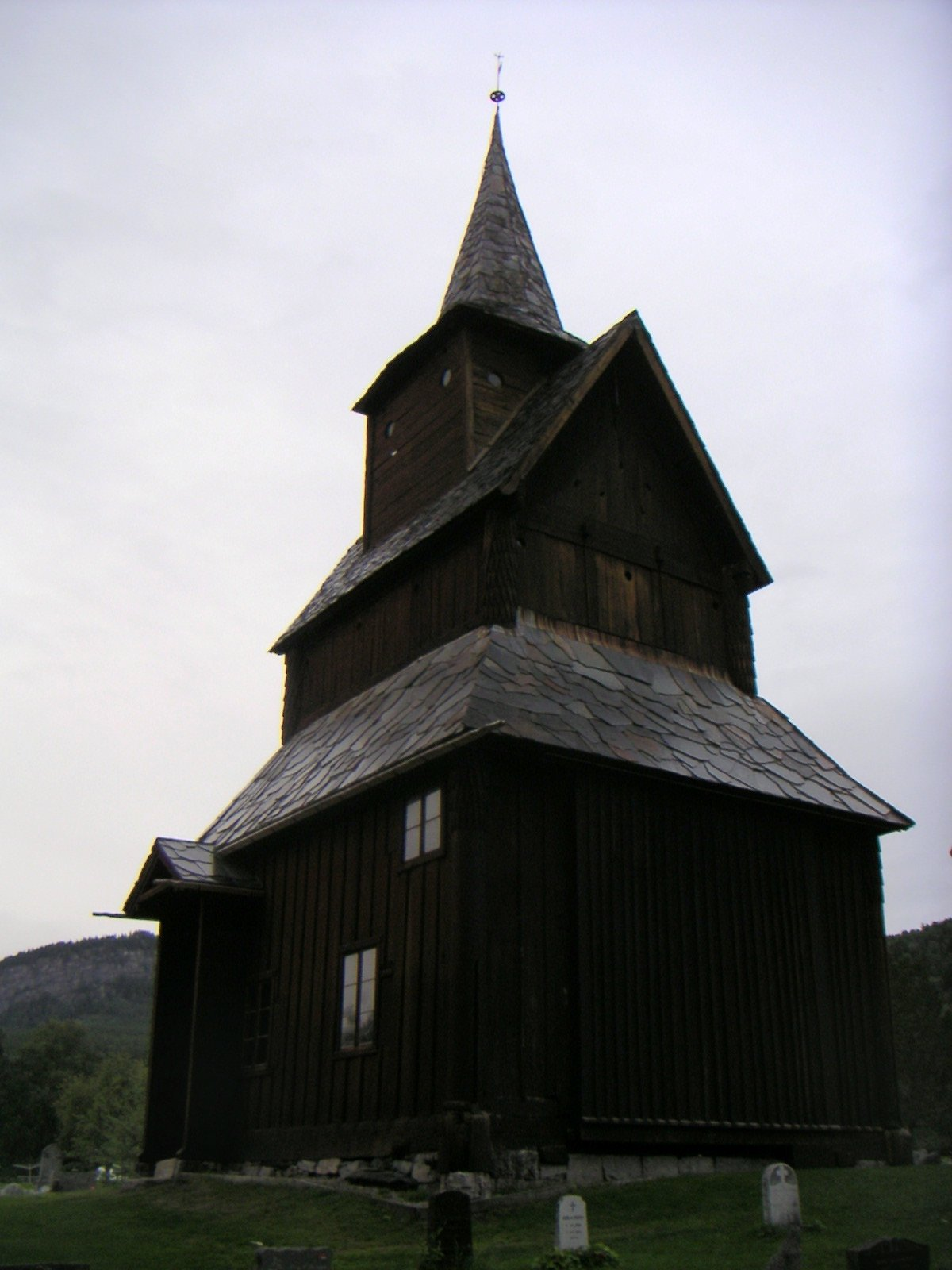
Torpo Stavkyrkje

Nhà thờ Torpo được xây giai đoạn 1190 - 1200 ở Torpo
Ål Bygdamuseum được xây ở nông trang cũ Leksvol được xây vào thế kỷ 17.